# Viktech
Viktech P/S er et dansk vikar- og rekrutteringsbureau, der er målrettet industri og byggeri. Virksomheden har hovedkvarterer i Aarhus, hvor den blev etableret i 2011. I 2023 havde de ca. 530 ansatte typisk håndværkere.